# PL/M
PL/M ili Programming Language for Microcomputer ime je za viši programski jezik kojeg je razvio Dr Gary Kildall 1972. godine za tvrtku Intel i njihove mikropreradnike. Ovaj programski jezik imao je ugrađeni makro prerednik, i za razliku od ostalih programskih jezika koji su se tada pojavili (BASIC,Pascal,i C) PL/M nije imao standardne rutine za rad s ulazno izlaznim jedincama, već je sadržavao naredbe koje su omogućavale pristup sklopovlju bez potrebe da se rabi assembler ili strojni jezik. Zbog te savitljivosti, PL/M se rabio u mnogim ugrađenim sustavima koji su rabili Zilog Z80 ili Intel 8008 preradnike. Primjerice IBM je rabio PL/M' u razvoju CICSa za sustav AS/400. PL/M se rabio u razvoju operacijskog sustava CP/M. Intel više ne podržava programme prevoditelje za PL/M, no još postoje alatke koje mogu prevoditi PL/M programe u programski jezik C.